# Diphenylzinn
Diphenylzinn ist eine zinnorganische Verbindung und das zweifach phenylsubstituierte Stannylen. Es ist nicht zu verwechseln mit Diphenylstannan und konnte bisher nicht isoliert werden.

## Geschichte
Die ersten Versuche Diphenylzinn zu erhalten wurden 1920 von Erich Krause und Reinhard Becker publiziert. Sie setzten Phenylmagnesiumbromid mit wasserfreiem Zinn(II)-chlorid um, wobi sie einen gelben Feststoff erhielten. 1963 konnten Wilhelm P. Neumann und Klaus König jedoch zeigen, dass es sich dabei um Polymere handelt.
1926 publizierten Robert F. Chambers und Philip C. Scherer eine Syntheseroute von Diphenylzinn durch Umsetzung von Diphenylzinndichlorid mit Natrium. Jedoch konnten auch hier Neumann und König 1963 zeigen, dass nicht das gewünschte Produkt entstanden ist, sondern Diphenylstannan.

## Synthese und Reaktivität
Diphenylzinn kann auf verschiedenen Wegen generiert werden. So schlagen Neumann und König die Reduktion von Diphenylzinndichlorid mit Natriumnaphthalid vor. Das entstehende Produkt konnte dabei jedoch nicht als Monomer isoliert werden, sondern reagierte sofort zum cyclischen Hexamer weiter.
Eine weitere Diphenylzinn zu generieren, ist die Thermo- oder Photolyse von geeigneten 1,1-disubstituierten 1-Stannacyclopent-3-enen. Das daraus erhaltene Stannylen kann dann mittels geeigneter Reagenzien abgefangen werden. Ohne weitere Abfangreagenzien entstehen auch hier Polymere.
Wie bei vielen nicht stabilisierten Stannylenen zeigten auch bei Diphenylzinn computerchemische Rechnungen, dass das Dimer Tetraphenyldistannene thermodynamisch stabiler ist. Die Energiedifferenz beträgt hier 47,7 kJ/mol. Thermodynamisch um weitere 20,5 kJ/mol präferierter ist jedoch das korrespondiere Stannylidenstannylen, welches durch die Wechselwirkung von π-Elektronendichte eines Phenylrings des einen Zinnatoms mit dem zweiten Zinnzentrum stabilisiert wird. Thermodynamisch am günstigsten ist jedoch das Stannylstannylen PhSnSnPh3. Die gefundenen Übergangszustände deuten darauf hin, dass dieses entsprechend entstehen sollte.

## Struktur
Computerchemische Rechnungen ergaben für Diphenylzinn einen C–Sn–C-Bindungswinkel von 97,4° bei Sn–C-Bindungslängen von 2,18 Å.

## Verwendung
Diphenylstannylen findet als Ligand in verschiedenen Clusterverbindungen Einsatz.